# Gau-Akt
Ein Gau-Akt wurde während der NS-Zeit im Deutschen Reich vom Gau-Personalamt der jeweiligen Gauleitung angelegt (und zwar von der „Hauptstelle für politische Beurteilung“), wenn es zu einer politischen Beurteilung kam. Veranlasst wurde eine solche oft durch die Beantragung einer Mitgliedschaft in einer Berufsvertretung wie z. B. Reichsschrifttumskammer, mitunter durch eine Denunziation. Als „Beurteiler“ wurde vor allem die jeweilige NSDAP-Ortsgruppe herangezogen, manchmal auch die Gestapo, seltener der Sicherheitsdienst der SS.

## Erkenntniswert
Aus der bloßen Tatsache, ob ein Gau-Akt zu einer bestimmten Person vorliegt, lässt sich nichts über die Haltung des Betreffenden gegenüber der NSDAP sagen. Zum Teil handelt es sich dabei um Gegner des Nationalsozialismus; umgekehrt wurden nicht für alle NSDAP-Mitglieder Gau-Akten erstellt.
Die Gau-Akten informieren in erster Linie über das betreffende Objekt, in zweiter Linie erfährt man dort einiges über Normen und Meinungen des beurteilenden NSDAP-Funktionärs, also über das jeweilige Subjekt. Der Quellenwert dieser Akten geht somit über das hinaus, was sie uns an – z. T. oft bereits aus anderen Quellen bekannten – Fakten zu der jeweils beurteilten Person mitteilen.

## Gau-Akten in Wien
Die Akten der meisten Gaue des Großdeutschen Reiches wurden zu Kriegs-Ende vernichtet. Somit ist die ca. halbe Million Gau-Akten in Wien eine besondere Quelle. Die in Wien angelegten Gau-Akten werden im Archiv der Republik, einer Archivabteilung des Österreichischen Staatsarchivs, aufbewahrt.
Das Studium der Gau-Akten zeigt z. B., dass es seitens der NSDAP unerwünscht war, kirchlich engagierte Personen als Mitglieder aufzunehmen. Die Ablehnung wurde nicht etwa formal mit einer „Trennung von Kirche und Staat“ begründet, sondern damit, dass von einem „konfessionell gebundenen“ Menschen – als solcher wurde ein Pfarrer grundsätzlich eingeschätzt – nicht zu erwarten sei, dass er die nationalsozialistische Weltanschauung uneingeschränkt bejahe. Das ist umso auffälliger, als – insbesondere in Österreich – die Mitgliedschaft ansonsten einigermaßen großzügig verliehen wurde.